# Viški akvatorij
Viški akvatorij este o arie protejată (sit de importanță comunitară — SCI) din Croația întinsă pe o suprafață de 51.876,65 ha, integral marine.

## Localizare
Centrul sitului Viški akvatorij este situat la coordonatele 43°00′16″N 16°11′36″E / 43.004526°N 16.193385°E.

## Înființare
Situl Viški akvatorij a fost declarat sit de importanță comunitară în iulie 2013 pentru a proteja 1 specie de animale.

## Biodiversitate
Situată în ecoregiunea marină mediteraneană, aria protejată nu include niciun habitat protejat.
La baza desemnării sitului se află o specie protejată de  mamifere: delfin mare (Tursiops truncatus).